# Mavretanija
Mavretanija (arabsko موريتانية ‎; uradno Islamska republika Mavretanija) je obmorska država v severozahodni Afriki. Na zahodu meji na Atlantski ocean, na jugozahodu na Senegal, na vzhodu in jugovzhodu na Mali, na severovzhodu na Alžirijo in na severozahodu na Maroku priključeno ozemlje Zahodne Sahare. Svoje ime je dobila po starem berberskem kraljestvu Mavretanija. Njeno glavno in največje mesto je Nouakchott; to leži ob obali Atlantika.